# Zeeknikmos
Zeeknikmos (Bryum salinum) is een soort bladmos uit het geslacht knikmos (Bryum). 

## Verspreiding
In Nederland komt zeeknikmos zeer zeldzaam voor.